# Peter Mayhew
Peter Mayhew (ur. 19 maja 1944 w Londynie, zm. 30 kwietnia 2019 w Boyd) – brytyjsko-amerykański aktor filmowy i telewizyjny, występował w roli Chewbakki w sadze Gwiezdne wojny. Jego wzrost wynosił 221 cm. W jednym z wywiadów powiedział, że tak wysoki wzrost nie był spowodowany gigantyzmem, ale zespołem Marfana. Cykl wzrostu zakończył, będąc nastolatkiem po udanej kuracji nadmiernie aktywnej przysadki mózgowej.

## Życiorys
Urodził się i wychowywał w Barnes, mieście Londynu, w gminie London Borough of Richmond upon Thames. Miał starszego brata. Jego ojciec był policjantem. Zanim Peter Mayhew rozpoczął karierę aktorską, pracował jako asystent na oddziale radiologii w londyńskim szpitalu King’s College Hospital.
W 1977 zagrał postać minotaura w filmie przygodowym Sama Wanamakera Sindbad i oko tygrysa, którego zdjęcia w gazecie zostały dostrzeżone przez filmowca Charlesa H. Schneera.
Wkrótce został zaangażowany do roli Chewbakki w Gwiezdnych wojnach. Wcielił się w tę postać pięciokrotnie: w trzeciej, czwartej, piątej, szóstej i siódmej części. Do roli Chewbakki był brany pod uwagę także David Prowse (ze wzrostem 198 cm), któremu ostatecznie powierzono rolę Dartha Vadera.
Jako Chewbacca wystąpił w muzycznym filmie telewizyjnym CBS Star Wars Holiday Special (1978) i programie Muppet Show (1980), poświęconym Gwiezdnym wojnom. Zagrał postać mechanika w horrorze Terror (1978) u boku Jamesa Aubreya, Michaela Craze, Williama Russella i Glynis Barber, a także wystąpił w serialu edukacyjnym BBC Dark Towers (1981) w roli wysokiego rycerza oraz filmie neo-noir Yesterday Was a Lie (2008) jako truposz z udziałem Johna Newtona.
Podczas gali MTV Movie Awards 1997 w stroju Chewbakki odebrał nagrodę za całokształt twórczości – Lifetime Achievement.

## Życie prywatne
7 sierpnia 1999 ożenił się z Mary „Angie” Angelique. Mieli troje dzieci.
17 października 2005 przyjął obywatelstwo amerykańskie. W 2013 przeszedł operację wszczepienia protezy kolana.
Zmarł 30 kwietnia 2019 w wieku 74 lat w swoim domu w północnym Teksasie na zawał serca.